# Challenge de l'Espérance de rugby à XV
Ne doit pas être confondu avec Coupe de l'Espérance de rugby à XV.
Le Challenge de l'Espérance est une compétition de rugby à XV, créée en 1953 par le SC Tulle et le Toulouse OEC. Accueillant à l'origine des clubs de 1re et 2e division (ou leurs équivalents), il est ensuite réservé aux clubs de Fédérale 1 (3e division). La phase préliminaire a lieu en août et septembre, les phases finales en fin de saison.
Il ne doit pas être confondu avec la coupe de l'Espérance, qui remplaça le championnat de France de 1re division durant la Première Guerre mondiale, ni avec une autre compétition homonyme, disputée après 1945 chez les juniors.

## Palmarès
| Année         | Vainqueur           | Score   | Finaliste              |
| ------------- | ------------------- | ------- | ---------------------- |
| 1954          | SC Tulle            | 10-0    | Entente Côte Vermeille |
| 1955          | US Carmaux          | 23-3    | Toulouse OEC           |
| 1956          | US Romans Péage     | 12-6    | SC Tulle               |
| 1957          | SC Graulhet         | 3-0     | Saint-Girons SC        |
| 1958          | SA Saint-Sever      | 12-11   | SC Graulhet            |
| 1959          | Cahors Rugby        | 3-0     | SC Graulhet            |
| 1960          | SO Chambéry         | 12-9    | Cahors Rugby           |
| 1961          | SC Graulhet         | 17-4    | SO Chambéry            |
| 1962          | La Voulte sportif   | 9-6     | Stade rochelais        |
| 1963          | La Voulte sportif   | 11-11   | Cahors Rugby           |
| 1964          | SC Tulle            | 16-9 ap | La Voulte sportif      |
| 1965          | SC Graulhet         | 17-3    | Cahors Rugby           |
| 1966          | SC Graulhet         | 14-5    | US Quillan             |
| 1967          | US Montauban        | 9-8     | SC Graulhet            |
| 1968          | Toulouse OEC        | 13-9    | SC Tulle               |
| 1969          | US Fumel            | 10-3    | Toulouse OEC           |
| 1970          | Stade beaumontois   | 6-0     | SA Condom              |
| 1971          | Stade dijonnais     | 12-8    | Stade rochelais        |
| 1972          | US Fumel            | 18-14   | Stade dijonnais        |
| 1973          | Stade montchaninois | 19-0    | US Marmande            |
| 1974          | RRC Nice            | 23-6    | Saint-Girons SC        |
| 1975          | Stade montchaninois | 9-4     | Stade aurillacois      |
| 1976          | RRC Nice            | 35-20   | SC Tulle               |
| 1977          | SC Tulle            | 11-10   | Valence sportif        |
| 1978          | RRC Nice            | 16-7    | SC Tulle               |
| 1979          | FC Oloron           | 28-3    | RRC Nice               |
| 1980          | SC Tulle            | 24-19   | CS Bourgoin-Jallieu    |
| 1981          | Boucau Stade        | 44-12   | US Vic-en-Bigorre      |
| 1982          | US Tyrosse          | 24-11   | CA Périgueux           |
| 1983          | Boucau Stade        | 26-9    | SC Tulle               |
| 1984          | Boucau Stade        | 71-0    | Valence sportif        |
| 1985          | SA Hagetmau         | 16-10   | US Thuir               |
| 1986          | CO Le Creusot       | 24-19   | US Tyrosse             |
| 1987          | Valence sportif     | 9-7     | Blagnac SCR            |
| 1988          | RC Nîmes            | 15-13   | US Marmande            |
| 1989          | US Colomiers        | 18-15   | RC Nîmes               |
| 1990          | US Colomiers        | 27-21   | Montpellier RC         |
| 1991          | RC Nîmes            | 27-12   | US Colomiers           |
| 1992          | US Colomiers        | 18-12   | US Romans Péage        |
| 1993          | Montpellier RC      | 21-13   | Stade bordelais        |
| 1994          | SC Graulhet         | 22-21   | CS Bourgoin-Jallieu    |
| 1995          | SC Graulhet         | 23-10   | RRC Nice               |
| 1996          | RRC Nice            | 15-3    | FC Auch                |
| 1997          | Stade bordelais     | 19-18   | RC Cannes Mandelieu    |
| 1998          | US Marmande         | 38-19   | RC Chalon              |
| 1999          | SC Graulhet         | 25-15   | SC Mazamet             |
| 2000          | AS Bédarrides       | 19-3    | UMS Montélimar         |
| 2001          | Avenir valencien    | 21-16   | US Oyonnax             |
| 2002          | RC Nîmes            | 33-23   | Lombez Samatan club    |
| 2003          | Blagnac SCR         | 34-14   | Lombez Samatan club    |
| 2004          | SO Millau           | 19-6    | RC Nîmes               |
| 19 juin 2005  | UA Gaillac          | 41-24   | US Colomiers           |
| 2006          | UA Gaillac          | 19-16   | Blagnac SCR            |
| 2007          | Blagnac SCR         | 28-20   | CA Périgueux           |
| 2008          | US Colomiers        | 18-13   | US Marmande            |
| 2009          | CA Périgueux        | 21-9    | US Tyrosse             |
| 25 avril 2010 | Avenir valencien    | 19-16   | US Marmande            |
| 24 avril 2011 | Avenir valencien    | 31-21   | Stade langonnais       |
| 18 août 2012  | US Montauban        | 24-20   | FC Oloron              |
| 7 juin 2013   | US Montauban        | 30-20   | CA Périgueux           |

### Tableau d'honneur
|    | Club                | Nombre de titres | Dernier titre | Nombre de finales perdues | Dernière défaite en finale |
| -- | ------------------- | ---------------- | ------------- | ------------------------- | -------------------------- |
| 1  | SC Graulhet         | 7                | 1999          | 3                         | 1967                       |
| 2  | SC Tulle            | 4                | 1980          | 5                         | 1983                       |
| -  | RRC Nice            | 4                | 1996          | 2                         | 1995                       |
| -  | US Colomiers        | 4                | 2008          | 2                         | 2005                       |
| 5  | RC Nîmes            | 3                | 2002          | 2                         | 2004                       |
| -  | Boucau Stade        | 3                | 1984          | 0                         |                            |
| -  | US Montauban        | 3                | 2013          | 0                         |                            |
| -  | Avenir valencien    | 3                | 2011          | 0                         |                            |
| 9  | Blagnac SCR         | 2                | 2007          | 2                         | 2006                       |
| -  | La Voulte sportif   | 2                | 1963          | 1                         | 1964                       |
| -  | US Fumel            | 2                | 1972          | 0                         |                            |
| -  | Stade montchaninois | 2                | 1975          | 0                         |                            |
| -  | UA Gaillac          | 2                | 2006          | 0                         |                            |
| 14 | US Marmande         | 1                | 1998          | 4                         | 2010                       |
| -  | Cahors Rugby        | 1                | 1959          | 3                         | 1965                       |
| -  | CA Périgueux        | 1                | 2009          | 3                         | 2013                       |
| -  | Toulouse OEC        | 1                | 1968          | 2                         | 1969                       |
| -  | US Tyrosse          | 1                | 1982          | 2                         | 2009                       |
| -  | Valence sportif     | 1                | 1987          | 2                         | 1984                       |
| -  | US Romans Péage     | 1                | 1956          | 1                         | 1992                       |
| -  | SO Chambéry         | 1                | 1960          | 1                         | 1961                       |
| -  | Stade dijonnais     | 1                | 1971          | 1                         | 1972                       |
| -  | FC Oloron           | 1                | 1979          | 1                         | 2012                       |
| -  | Montpellier RC      | 1                | 1993          | 1                         | 1990                       |
| -  | Stade bordelais     | 1                | 1997          | 1                         | 1993                       |
| -  | US Carmaux          | 1                | 1955          | 0                         |                            |
| -  | SA Saint-Sever      | 1                | 1958          | 0                         |                            |
| -  | Stade beaumontois   | 1                | 1970          | 0                         |                            |
| -  | SA Hagetmau         | 1                | 1985          | 0                         |                            |
| -  | CO Le Creusot       | 1                | 1986          | 0                         |                            |
| -  | AS Bédarrides       | 1                | 2000          | 0                         |                            |
| -  | SO Millau           | 1                | 2004          | 0                         |                            |